# Luxemburgo (cidade)
Luxemburgo (em luxemburguês: Lëtzebuerg; em francês: Luxembourg; em alemão: Luxemburg) é uma comuna do Luxemburgo com estatuto de cidade, pertencente ao distrito do Luxemburgo e ao cantão do Luxemburgo, e a capital do país. Luxemburgo é uma cidade muito desenvolvida em seu comércio e nas indústrias.
A área metropolitana do Luxemburgo, que inclui Hesperange, Sandweiler, Strassen e Walferdange, tem uma população de 135,441 habitantes.
Luxemburgo é uma das cidades mais ricas da Europa e tornou-se um importante centro financeiro e administrativo. A cidade do Luxemburgo contém várias instituições da União Europeia, incluindo o Tribunal de Justiça Europeu, o Tribunal de Contas e o Banco Europeu de Investimento.

## Toponímia
- Em alemão: Luxemburg[3]. Localmente (no século XIX): Letzeburch[3].
- Antigas menções: Lucilinburghut (963); Lucelemburgh, Lucelburg, Lucemburg (século XII) ; Lucelemburg, Lucenburg, Luceliburg, Luscelebor (século XIII); Lucembourg, Luxemburg (século XIV); Lutzemburg (século XV)[3].
- Etimologia: de acordo com Alex. Wiltheim (Luxemb. Rom., p. 161), a denominação de Luxemburgo, ou anteriormente Lutzelburg, vem de burg (castelo) e de lutzel (pequeno)[3].

## História
Na era romana, uma torre fortificada guardava o cruzamento de duas estradas romanas que se encontravam no local da cidade do Luxemburgo. Através de um tratado de troca com a abadia de Saint Maximin em Trier em 963, Siegfried I das Ardenas, um parente próximo de Rei Luís II do França e Imperador Otto, o Grande, adquiriram as terras feudais de Luxemburgo. Siegfried construiu seu castelo, denominado Lucilinburhuc ("pequeno castelo"), no Bock Fiels ("rocha"), mencionado pela primeira vez na referida troca tratado.
Em 987, o Arcebispo Egbert de Trier consagrou cinco altares na Igreja da Redenção (hoje Igreja de São Miguel). Em um cruzamento de uma estrada romana perto da igreja, surgiu um mercado em torno do qual a cidade se desenvolveu.
A cidade, devido à sua localização e geografia, tem sido ao longo da história um local de importância militar estratégica. As primeiras fortificações foram construídas no século X. No final do século XII, à medida que a cidade se expandia para oeste em torno da nova Igreja de São Nicolau (hoje a Catedral de Notre Dame), novas muralhas foram construídas que incluíam uma área de. Por volta de 1340, sob o reinado de João da Boêmia foram construídas novas fortificações que permaneceram até 1867.
Durante as Guerras Revolucionárias Francesas, a cidade foi ocupada pela França duas vezes: uma vez, em 1792, e, mais tarde, após o cerco de Luxemburgo. Luxemburgo resistiu por tanto tempo ao cerco francês que o político e engenheiro militar francês Lazare Carnot chamou Luxemburgo de "a melhor fortaleza do mundor", dando origem à cidade apelido: o 'Gibraltar do Norte'.
No entanto, a guarnição austríaca acabou por se render e, como consequência, o Luxemburgo foi anexado pela República Francesa, tornando-se parte de Forêts, tendo a cidade do Luxemburgo como sua prefeitura. Sob o Tratado de Paris de 1815, que encerrou as Guerras Napoleônicas, a Cidade de Luxemburgo foi colocada sob o controle militar da Prússia como parte do Confederação Alemã, embora a soberania tenha passado para a Casa de Orange-Nassau, em união com o Reino Unido dos Países Baixos.
Apesar dos melhores esforços de Luxemburgo para permanecer neutro na Primeira Guerra Mundial, foi ocupada pela Alemanha em 2 de agosto de 1914. Em 30 de agosto, Helmuth von Moltke mudou seu quartel-general para a cidade de Luxemburgo, mais perto de seus exércitos na França, em preparação para uma vitória rápida. No entanto, a vitória nunca veio e o Luxemburgo seria o anfitrião do alto comando alemão por mais quatro anos. No final da ocupação, a cidade do Luxemburgo foi palco de uma tentativa de revolução comunista; em 9 de novembro de 1918, os comunistas declararam uma república socialista, mas durou apenas algumas horas.
Em 1921, os limites da cidade foram bastante ampliados. As comunas de Eich, Hamm, Hollerich e Rollingergrund foram incorporadas à cidade de Luxemburgo, tornando a cidade a maior comuna do país (cargo que ocuparia até 1978).

Cidade velha de Luxemburgo

Em 1940,  A Alemanha ocupou Luxemburgo novamente. Os  nazistas não estavam preparados para permitir o autogoverno dos luxemburgueses e gradualmente integraram Luxemburgo no Terceiro Reich, anexando informalmente o país administrativamente a uma província alemã vizinha. Durante a ocupação, todas as ruas da capital receberam novos nomes alemães, o que foi anunciado em 4 de outubro de 1940. A Avenue de la Liberté, por exemplo, uma estrada principal que leva à estação ferroviária, foi renomeada "Adolf-Hitlerstraße". A cidade do Luxemburgo foi libertada em 10 de setembro de 1944. A cidade estava sob bombardeio de longo alcance pelo canhão V-3 alemão em dezembro de 1944 e janeiro de 1945.
Após a guerra, o Luxemburgo suspendeu sua neutralidade e tornou-se membro fundador de várias instituições intergovernamentais e supragovernamentais. Em 1952, a cidade tornou-se sede da Alta Autoridade da Comunidade Europeia do Carvão e do Aço. Em 1967, a Alta Autoridade fundiu-se com as comissões das outras instituições europeias; embora a cidade do Luxemburgo já não fosse a sede, acolheu alguns períodos de sessões do Parlamento Europeu até 1981. Luxemburgo continua a ser a sede do secretariado do Parlamento Europeu, bem como do Tribunal de Justiça da União Europeia, do Tribunal de Contas Europeu e do Banco Europeu de Investimento. Vários departamentos da Comissão Europeia também estão sediados no Luxemburgo. O Conselho da União Europeia reúne-se anualmente na cidade durante os meses de abril, junho e outubro.

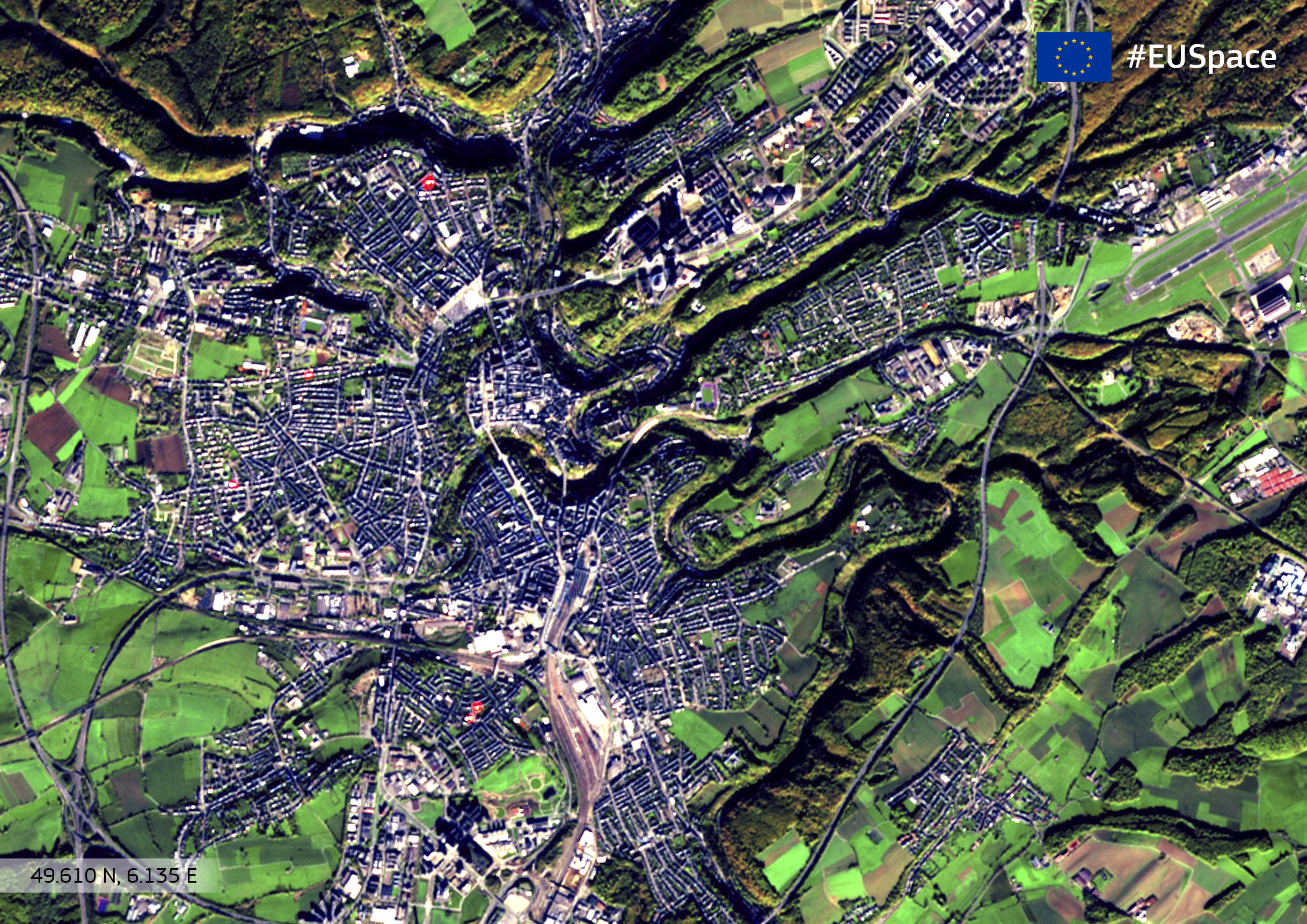
Fotografia aérea de Luxemburgo

## Geografia
A cidade de Luxemburgo fica na parte sul do planalto de Luxemburgo, uma grande formação do Jurássico Inferior arenito que forma o coração da Gutland, uma região baixa área deitada e plana que cobre os dois terços do sul do país.
O centro da cidade ocupa um local pitoresco numa saliência, no alto de falésias escarpadas que descem para os vales estreitos dos rios Alzette e Pétrusse, cuja confluência se dá na cidade do Luxemburgo. Os desfiladeiros profundos de 70 m (230 pé) cortados pelos rios são atravessados por muitas pontes e viadutos, incluindo a Ponte Adolphe, a Grã-duquesa Charlotte Bridge, e a Passerelle. Embora a cidade do Luxemburgo não seja particularmente grande, o seu traçado é complexo, uma vez que a cidade está situada em vários níveis, abrangendo colinas e caindo em dois desfiladeiros.
A comuna da cidade do Luxemburgo cobre uma área de mais de 51 km2 (20 sq mi), ou 2% da área total do Grão-Ducado. Isto faz da cidade a a quarta maior comuna do Luxemburgo, e de longe a maior área urbana. A cidade de Luxemburgo não é particularmente densamente povoada, com cerca de 1.700 pessoas por km2; grandes áreas da cidade do Luxemburgo são mantidas como parques, áreas florestais ou locais de património importante (particularmente os locais da UNESCO), embora também existam grandes extensões de terras agrícolas dentro dos limites da cidade.

## Governo
De acordo com a constituição luxemburguesa, o governo local está centrado no conselho municipal da cidade. Composto por vinte e sete membros (fixados desde 1964), cada um eleito de seis em seis anos no segundo domingo de outubro e tomando posse em 1 de janeiro do ano seguinte, o conselho é o maior de todos os conselhos comunais do Luxemburgo. A cidade é hoje considerada um reduto do Partido Democrático (DP), que é o segundo maior partido do país. O Partido Democrata é o maior partido do conselho, com dez vereadores.

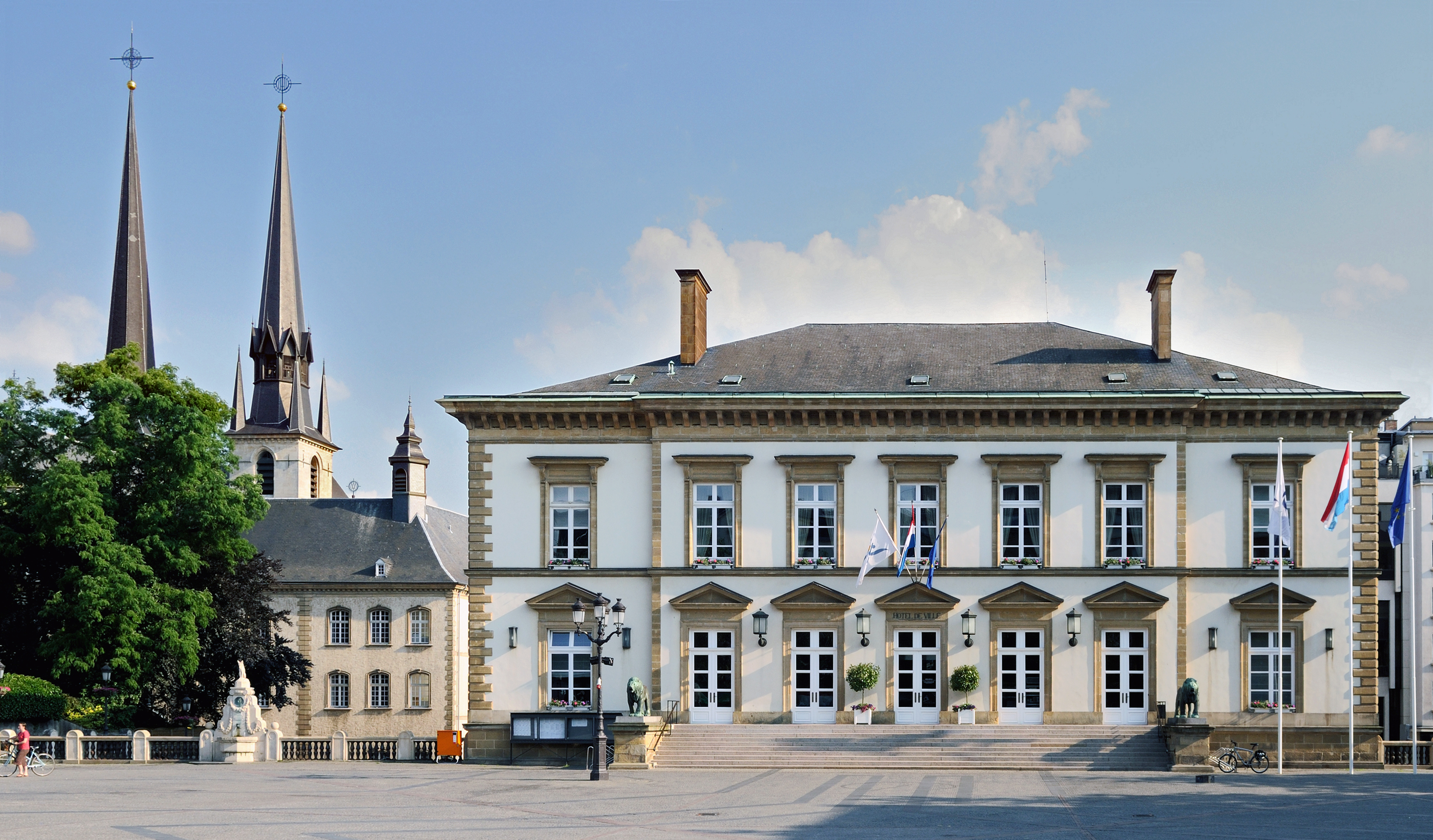
Prfeitura de Luxemburgo

A administração da cidade é chefiada pelo prefeito, que é o líder do maior partido do conselho municipal. Depois de Xavier Bettel se ter tornado o novo primeiro-ministro do Luxemburgo em 4 de dezembro de 2013, Lydie Polfer (DP) foi empossada como nova presidente da Câmara do Luxemburgo em 17 de dezembro do mesmo ano. Desde as últimas eleições, o presidente da Câmara lidera o gabinete, o collège échevinal, no qual forma uma coligação com o CSV. Ao contrário de outras cidades do Luxemburgo, que estão limitadas a no máximo quatro membros, o Luxemburgo recebe dispensa especial para ter seis membros no seu collège échevinal.

## Demografia
Em 2009, contava-se um total de 47 526 homens e de 51 021 mulheres.
Dados do censo de 15 de fevereiro de 2010:
- População total: 100 000
- Densidade: 1 490,24 hab./km²
- Distribuição por nacionalidade:

| Nacionalidade  | População | %      |
| -------------- | --------- | ------ |
| luxemburgueses | 35 534    | 46,34% |
| estrangeiros   | 41 154    | 53,66% |
| - portugueses  | 12 565    | 16,38% |
| - neerlandeses | 9 725     | 12,68% |
| - franceses    | 6 558     | 8,55%  |
| - italianos    | 5 052     | 6,59%  |
| - belgas       | 2 803     | 3,66%  |
| - alemães      | 2 307     | 3,01%  |
| - Sérvios      | 2 144     | 2,80%  |

- Crescimento populacional:

| Ano        | População |
| ---------- | --------- |
| 15/02/2001 | 76 688    |
| 01/01/2002 | 77 965    |
| 01/01/2003 | 78 329    |
| 01/01/2004 | 77 325    |
| 01/01/2005 | 76 420    |

## Economia
Anteriormente dominada pela indústria pesada e pela agricultura, a economia luxemburguesa sofreu profundas mudanças desde o início da década de 1970. Antes do previsível declínio da importância da indústria pesada, o governo luxemburguês prosseguiu sistematicamente uma política de diversificação. Novas indústrias foram estabelecidas e desenvolvidas com grande sucesso, especialmente no sector bancário e de seguros. Luxemburgo é um dos centros financeiros mais importantes do mundo. Depois dos Estados Unidos, é o maior centro de especialização em fundos de investimento do mundo, além de ser o líder na Europa Central em empresas de resseguros e o maior centro bancário privado da própria zona euro. O setor financeiro é o pilar mais importante da economia da cidade. Globalmente, os serviços financeiros e os serviços empresariais geram hoje quase metade do valor bruto. O setor financeiro tem 22% da força de trabalho. A grande maioria destas empresas está localizada nos distritos de Kirchberg e Ville-Haute, diretamente na capital.
Atualmente a cidade ocupa a quinta posição das cidades com melhor padrão de vida do mundo.
A indústria da construção é uma indústria importante. Beneficia da criação de novas indústrias, bancos e companhias de seguros, bem como de obras públicas para melhorar as infraestruturas.
A cidade de Luxemburgo é o centro administrativo da ArcelorMittal, a maior empresa siderúrgica do mundo. Foi fundada em 2007 através da fusão da anteriormente independente multinacional siderúrgica Arcelor e Mittal Steel.

## Cultura
Luxemburgo foi a primeira cidade a ser nomeada Capital Europeia da Cultura duas vezes. A primeira vez foi em 1995. Em 2007, juntamente com a Roménian cidade de Sibiu, a Capital Europeia da Cultura deveria ser uma área transfronteiriça composta pelo Grão-Ducado do Luxemburgo, Rheinland-Palatinado e Sarre, a Valónia e parte da Bélgica, e a área Lorraine na França. O evento foi uma tentativa de promover a mobilidade e a troca de ideias, ultrapassando fronteiras em todas as áreas, física, psicológica, artística e emocional.[carece de fontes?]
A cidade do Luxemburgo também é famosa pela sua vasta seleção de restaurantes e cozinhas, incluindo quatro estabelecimentos com estrelas Michelin.

## Esporte

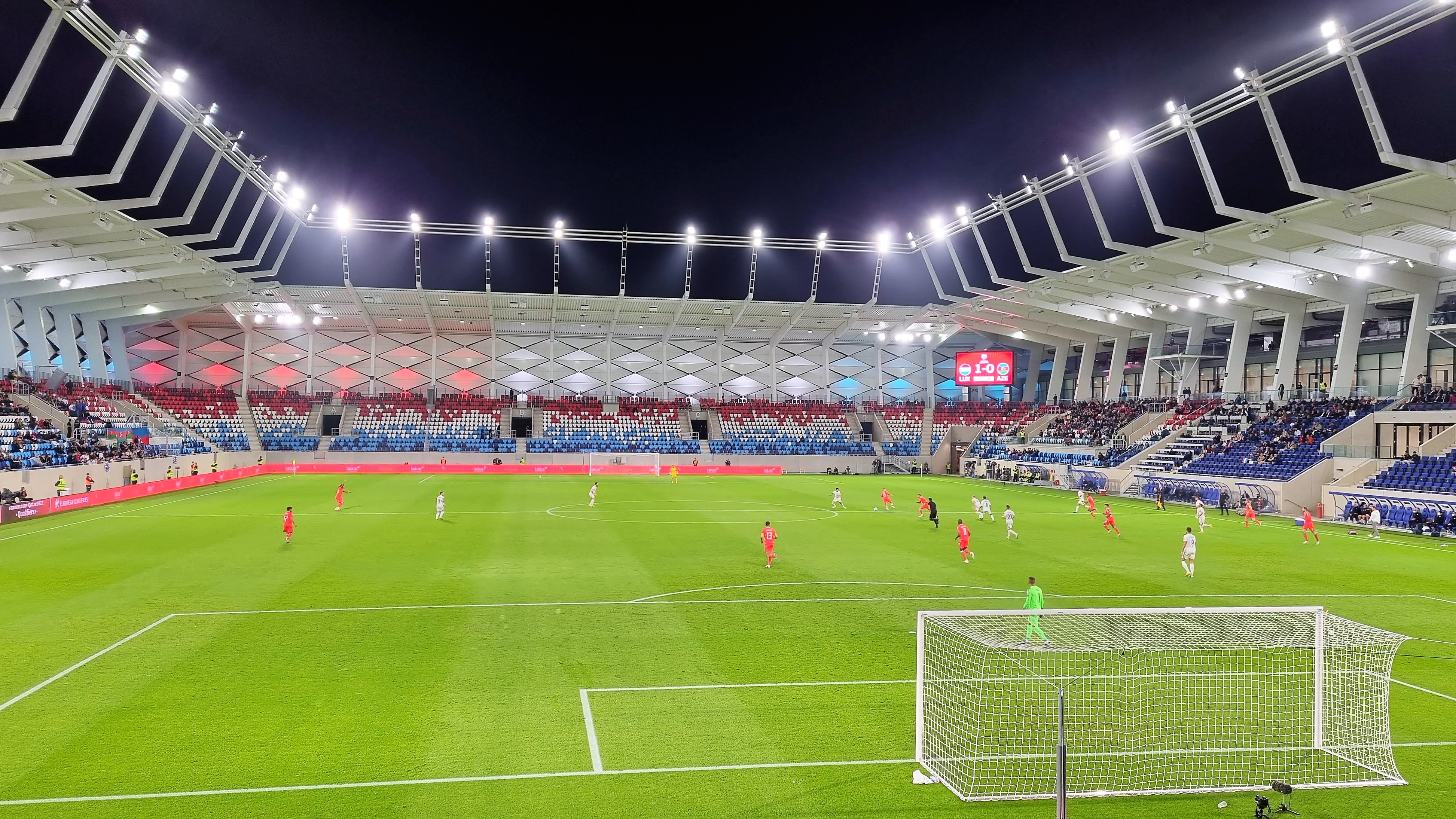
Estádio de Luxemburgo

O Luxemburgo Open é um torneio de tênis realizado desde 1991 na capital. O torneio acontece de 13 a 21 de outubro. BGL BNP Paribas, um dos patrocinadores mais famosos do mundo do tênis, foi o patrocinador titular contratado do torneio até 2014.
O Estádio de Luxemburgo, situado em Gasperich, sul da cidade de Luxemburgo, é o estádio nacional e o maior recinto esportivo do país, com capacidade para 9.386 pessoas para eventos desportivos, incluindo futebol e rugby e 15.000 para shows. O maior local coberto do país é d'Coque, Kirchberg, nordeste Cidade do Luxemburgo, que tem capacidade para 8.300 pessoas. A arena é usada para basquete, handebol, ginástica e vôlei, incluindo a final do Campeonato Europeu de Voleibol Feminino de 2007. D'Coque também inclui uma piscina olímpica.

## Cidades-irmãs
A cidade do Luxemburgo é geminada com:
- Camden, Reino Unido
- Metz, França